# La mano en la trampa
La mano en la trampa és una pel·lícula de 1961 dirigida per Leopoldo Torre Nilsson segons el seu propi guió escrit amb la col·laboració de Ricardo Muñoz Suny, Ricardo Luna i Beatriz Guido sobre la novel·la homònima d'aquesta última. Es va presentar a Cannes al maig i es va estrenar a l'Argentina el 8 de juny de 1961.
En una enquesta de les 100 millors pel·lícules del cinema argentí duta a terme pel Museo del Cine Pablo Ducrós Hicken l'any 2000, la pel·lícula va aconseguir el lloc 17. En una nova versió de l'enquesta organitzada el 2022 per les revistes especialitzades La vida útil, Taipei i La tierra quema, presentada en el Festival Internacional de Cinema de Mar del Plata, la pel·lícula va aconseguir el lloc 47.

## Sinopsi
Laura torna a la seva casa a passar les vacances. Ha estat pupil·la en un col·legi de monges tot l'any. L'esperen la seva mare i la seva tia, brodadores de professió que viuen confinades a una enorme i fosca mansió: tot pronostica un estiu d'avorriment i solitud. Però enguany Laura ha crescut i començarà a preguntar-se sobre els secrets que li amaga la seva família. Ella sap que en el segon pis de la casa viu tancat un “opa”, que ella no té permès veure. Amb l'ajuda del seu pretendent Miguel, Laura intentarà veure a la criatura amb els seus propis ulls. Tanmateix, això no serà suficient per a poder armar el trencaclosques, perquè deurà a més descobrir els misteris entorn d'una tia desconeguda que viu als Estats Units, la seva exparella, i la correspondència entre ella i la seva mare. Això la portarà a desenterrar velles passions i vergonyes, per a finalment, assabentar-se de l'horror que habita la seva casa.

## Repartiment
- Elsa Daniel - Laura Lavigne
- Francisco Rabal - Cristóbal Achával
- Leonardo Favio - Miguel
- María Rosa Gallo - Inés Lavigne
- Berta Ortegosa - Mama de Laura
- Hilda Suárez - Lisa Lavigne
- Enrique Vilches
- Hugo Caprera
- Beatriz Matar
- Mirko Álvarez

## Premis
Va ser guardonada en el 14è Festival Internacional de Cinema de Canes amb el premi FIPRESCI de la Federació Internacional de la Premsa Cinematogràfica (FIPRESCI).